# San Cristóbal de la Cuesta
San Cristóbal de la Cuesta és un municipi de la província de Salamanca a la comunitat autònoma de Castella i Lleó. Limita al Nord amb La Vellés, al Sud-est amb Castellanos de Moriscos, al Sud-oest amb Villares de la Reina i a l'Oest amb Monterrubio de Armuña.

## Demografia
| 1991 | 1996 | 2001 | 2004 |
| ---- | ---- | ---- | ---- |
| 243  | 337  | 389  | 521  |